# Roberto Carlos (álbum de 1988)
Roberto Carlos é o vigésimo oitavo álbum de estúdio do cantor e compositor Roberto Carlos, lançado em 23/11/1988 pela gravadora CBS. O álbum excedeu as expectativas da gravadora e vendeu mais de 1 milhão de cópias, tendo que ser em parte fabricado na Argentina e acabou rendendo ao Rei, o Grammy de melhor álbum de pop latino de 1989. Os destaque do álbum foram, "Se Diverte e Já Não Pensa em Mim"; "Se Você Disser Que Não Me Ama" e "Se o Amor Se Vai", esta, sucesso em toda América Latina.

## Faixas - Composição e Duração
| N.  | Título                                | Composição                                             | Duração |
| --- | ------------------------------------- | ------------------------------------------------------ | ------- |
| 1.  | "Se Diverte e Já Não Pensa Em Mim"    | Roberto Carlos-Erasmo Carlos                           | 5:42    |
| 2.  | "Todo Mundo é Alguém"                 | Roberto Carlos-Erasmo Carlos                           | 5:43    |
| 3.  | "Se Você Disser Que Não Me Ama"       | Roberto Carlos-Erasmo Carlos                           | 4:38    |
| 4.  | "Como as Ondas do Mar"                | Carlos Colla-Marcos Valle                              | 3:54    |
| 5.  | "Se o Amor Se Vai" (Si El Amor Se Va) | Bebu Silvetti-Carlos Colla-Roberto Carlos-Roberto Livi | 4:10    |
| 6.  | "Papo de Esquina" Com Erasmo Carlos   | Roberto Carlos-Erasmo Carlos                           | 4:55    |
| 7.  | "Eu Sem Você"                         | Carlos Colla-Mauro Motta                               | 5:03    |
| 8.  | "O Que é Que Eu Faço"                 | Roberto Carlos-Erasmo Carlos                           | 4:50    |
| 9.  | 'Toda Vã Filosofia"                   | Guilherme Arantes                                      | 4:11    |
| 10. | "Volver'                              | Carlos Gardel-Alfredo Le Pera                          | 4:11    |

Ficha Técnica
Faixas - Arranjo e Data de Gravação
| N.  | Título                                | Arranjo                       | Data de Gravação                         |
| --- | ------------------------------------- | ----------------------------- | ---------------------------------------- |
| 1.  | "Se Diverte e Já Não Pensa Em Mim"    | Charles Calello               | 26 e 27/08/1988                          |
| 2.  | "Todo Mundo é Alguém"                 | Eduardo Lages-Robbie Buchanan | 15 e 19/08/1988                          |
| 3.  | "Se Você Disser Que Não Me Ama"       | Charles Calello               | 30/09 e regravada em 27 e 28/07/1988     |
| 4.  | "Como as Ondas do Mar"                | Charles Calello               | 19/08/1988                               |
| 5.  | "Se o Amor Se Vai" (Si El Amor Se Va) | Bebu Silvetti-Eduardo Lages   | 27 e 29/04, 01-04/05 e 19/08/1988        |
| 6.  | "Papo de Esquina" Com Erasmo Carlos   | Charles Calello               | 15 a 19/08 e 27/09 a 01/10/1988          |
| 7.  | "Eu Sem Você"                         | Charles Calello               | 26/08/ e regravada entre 20 e 24/09/1988 |
| 8.  | "O Que é Que Eu Faço"                 | Charles Calello-Eduardo Lages | 19/08/1988                               |
| 9.  | 'Toda Vá Filosofia"                   | Charles Calello               | 08/09/1988                               |
| 10. | "Volver'                              | Bebu Silvetti                 | 27 a 29/09/1988                          |

Estúdios de Gravação:
Cherokee Studios - Hollywood - California - EUA 
Record Plant - Hollywood - California - EUA 
A&M Records - Hollywood - California - EUA  
Sigma Sound Studios - Nova Iorque - EUA 
Sigla - RJ
Estúdio de Mixagem:
A&M Records - Hollywood - California - EUA 
Sigma Sound Studios - Nova Iorque - EUA 
Produção:
Mauro Motta
Engenheiros de Gravação:
Edu de Oliveira e Rick Holbrook
Assistentes de Estúdio:
Mike Bosley,Scott Sanders, James Johnson e Scott Gordon - Cherokee Studios - Hollywood - California - EUA
Allen Abrahason - Record Plant  - Hollywood - California - EUA  
Ed Goodreau - A&M Records - Hollywood - California - EUA  
Nick Del Re - Sigma Sound Studios - Nova Iorque - EUA 
Engenheiros de Mixagem:
Edu de Oliveira e Richard Ruggieri
Corte:
Élio Gomes
Fotos:
Alan Bergman

## Desempenho nas paradas
| Paradas (1988)                    | Melhor posição |
| --------------------------------- | -------------- |
| Estados Unidos (Latin Pop Albums) | 1              |

| Paradas (1987)                                                                            | Melhor posição |
| ----------------------------------------------------------------------------------------- | -------------- |
| Estados Unidos (Billboard Hot Latin Songs) Single presente na versão em espanhol do disco | 2              |

## Prêmios e indicações
| Ano  | Cerimônia     | Prêmio                     | Resulto |
| ---- | ------------- | -------------------------- | ------- |
| 1988 | Grammy Awards | Melhor Álbum de Pop Latino | Venceu  |